# Siparuna stellulata
Siparuna stellulata là một loài thực vật có hoa trong họ Siparunaceae. Loài này được Perkins miêu tả khoa học đầu tiên năm 1901.